# نادي الطارمية
نادي الطارمية الرياضي هو أحد أندية كرة القدم العراقية تأسس عام 1992 في بغداد في قضاء الطارمية. يلعب النادي في دوري الدرجة الأولى العراقي.

## المشاركات
- الدوري العراقي الدرجة الأولى 2004-2005
- كأس العراق 2016-2017 [3]